# Кайлен Крофт
Крис Павоне (на английски: Kris Pavone) е американски кечист, по-добре познат на ринга като Кайлен Крофт. Кайлен Крофт е най-известен когато е в отбор с Трент Барета (2008-2010).
Павоне дебютира на ринга през 2001 г. с името Крис Кейдж. След две години сключва договор със Световната федерация по кеч (WWE) и се състезава в Ohio Valley Wrestling (OVW), където печели първенството четири пъти.